# Vanessa Paradis (album)
Vanessa Paradis è il terzo eponimo album in studio della cantante e attrice francese Vanessa Paradis, pubblicato nel 1992.

## Il disco
Il disco è stato prodotto da Lenny Kravitz, ai tempi fidanzato della Paradis, e rappresenta il primo album interamente in lingua inglese dell'artista. Le registrazioni sono state effettuate nel New Jersey e precisamente a Hoboken, mentre il primo singolo estratto è stato Be My Baby (1992).

## Tracce
1. Natural High (Lenny Kravitz) - 3:21
2. I'm Waiting for the Man (Lou Reed) - 3:25
3. Silver and Gold (Kravitz) - 2:43
4. Be My Baby (Gerry DeVeaux, Kravitz) - 3:41
5. Lonely Rainbows (Henry Hirsch, Kravitz) - 2:33
6. Sunday Mondays (Hirsch, Kravitz, Vanessa Paradis) - 3:56
7. Your Love Has Got a Handle on My Mind (Kravitz) - 3:56
8. The Future Song (Kravitz) - 4:55
9. Paradis (Kravitz) - 3:03
10. Just as Long as You Are There (Hirsch, Kravitz) - 3:24
11. Gotta Have It (Hirsch, Kravitz, Craig Ross) - 2:17  (Bonus track)

## Classifiche
| Classifica (1992) | Posizione raggiunta |
| ----------------- | ------------------- |
| Francia           | 1                   |